# 空よ!
空よ！（そらよ！）は、RKKラジオ（熊本放送）のトーク・音楽番組。「空」をテーマにしたトークや音楽を中心に放送している。

## 放送時間の変遷
- 毎週土曜21:05 - 21:30（2012年10月～2013年3月）
- 毎週日曜20:30 - 20:55（2013年4月～2015年3月）
- 毎週日曜21:00 - 21:58（2015年4月～）

## 出演者
- 塚原まきこ

### 過去の出演者
- 森明子（熊本放送報道部員で気象予報士、月数回不定期出演）
  - 熊本放送の社内事情[7]により2021年3月21日の放送を以て降板。2021年4月以降は非常時のみ出演予定。

## コーナー
- オープニング
  - 「空を見上げていますか？」で始まり、近況を話したあとに「空よ！」で締める。
- 空を感じて
  - ひとりのアーティストやタレントのトークと音楽を送る。